# Mario Medda
Mario Medda (Piscinas, 4 marzo 1943 – Roma, 12 luglio 1980) è stato un pentatleta italiano.

## Biografia
Nato nel 1943 a Santadi, in Sardegna, a 25 anni partecipò ai Giochi olimpici di Città del Messico 1968, arrivando 10º nell'individuale con 4631 punti, dei quali 1010 nell'equitazione, 977 nella scherma, 758 nel tiro a segno, 949 nel nuoto e 937 nella corsa, e 9º nella gara a squadre con Nicolò Deligia e Giancarlo Morresi con 12601 punti.
4 anni dopo prese parte di nuovo alle Olimpiadi, quelle di Monaco di Baviera 1972, terminando 16º nell'individuale con 4863 punti, dei quali 895 nell'equitazione, 753 nella scherma, 1088 nel tiro a segno, 1040 nel nuoto e 1087 nella corsa, e 10º nella gara a squadre insieme a Nicolò Deligia e Giovanni Perugini con 13913 punti.
A 33 anni partecipò ai suoi terzi Giochi, Montréal 1976, chiudendo 39º nell'individuale con 4647 punti, dei quali 1004 nell'equitazione, 688 nella scherma, 824 nel tiro a segno, 1056 nel nuoto e 1075 nella corsa, e 6º nella gara a squadre con Pierpaolo Cristofori e Daniele Masala con 15031 punti.
Morì nel 1980, a soli 37 anni.